# Ry Cooder
Ryland Peter (Ry) Cooder (Los Angeles, 15 maart 1947) is een Amerikaans gitarist en producer. 

## Levensloop
Aanvankelijk werkte Cooder als slidegitarist. Cooder heeft veel gewerkt als sessiemuzikant, onder meer bij vele film-soundtracks heeft meegewerkt. Cooder verzorgde  de filmmuziek voor onder meer Paris, Texas (1984) van Wim Wenders. Ook speelde hij in Captain Beefheart’s Magic Band.
In 2008 verscheen Cooders trilogie: Chavez Ravine, My name is Buddy en I, Flathead. Ook verscheen in 2008 het verzamelalbum The UFO has landed dat zijn filmmuziek en zijn solowerk bundelt.
Hij droeg bij aan het album Safe As Milk (1967) van Captain Beefheart, waar hij slidegitaar speelde en arrangementen bijdroeg.
Ook werkte hij samen met The Rolling Stones tussen 1968 en 1970. Zo speelde hij de slidegitaarsolo op Sister Morphine. Cooder vertrok bij de Stones omdat hij vond dat zij zijn liedjes plagieerden.
Cooder heeft vele albums gemaakt waarop hij samenspeelde met bekende en minder bekende muzikanten en in minder bekende stijlen. Een voorbeeld hiervan is Chicken Skin Music, dat resulteerde in een hernieuwde belangstelling voor muziek uit Hawaï.
In 1994 nam hij met de Malinese bluesgitarist Ali Farka Touré het album Talking Timbuktu op.
Op zijn album Buena Vista Social Club (1997), dat hem een Grammy Award opleverde, werkte hij samen met Cubaanse muzikanten. Wim Wenders regisseerde een documentaire over dit project, die in 2000 genomineerd werd voor een Academy Award.
Tijdens concerten in juni 2009 in Carré in Amsterdam bracht Cooder samen met bassist Nick Lowe, zijn zoon Joachim en zangeres Juliette Commagere een selectie uit zijn oeuvre. 
In 2011 werd Cooders album Pull Up Some Dust and Sit Down uitgebracht. Een jaar later bracht hij het album Election Special uit als zijn steun voor de Democratische Partij en presidentskandidaat Barack Obama.

## Discografie

### Albums
| Album met eventuele hitnotering(en) in de Nederlandse Album Top 100 | Datum van verschijnen | Datum van binnenkomst | Hoogste positie | Aantal weken | Opmerkingen                 |
| ------------------------------------------------------------------- | --------------------- | --------------------- | --------------- | ------------ | --------------------------- |
| "Ry Cooder"                                                         | 1970                  |                       |                 |              |                             |
| Boomer's Story                                                      | 1972                  |                       |                 |              |                             |
| Into the purple valley                                              | 1972                  |                       |                 |              |                             |
| Paradise and lunch                                                  | 1974                  |                       |                 |              |                             |
| Chicken skin music                                                  | 1976                  | 09-10-1976            | 14              | 24           | met The Chicken Skin Revue  |
| Showtime                                                            | 1977                  | 27-08-1977            | 34              | 7            | Livealbum                   |
| Jazz                                                                | 1978                  | 17-06-1978            | 32              | 4            |                             |
| Bop 'till you drop                                                  | 1979                  | 04-08-1979            | 21              | 13           |                             |
| The Long Riders                                                     | 1980                  |                       |                 |              | Soundtrack                  |
| Borderline                                                          | 1980                  | 25-10-1980            | 27              | 8            |                             |
| The slide area                                                      | 1982                  | 24-04-1982            | 20              | 12           |                             |
| Paris Texas                                                         | 1985                  | 16-02-1985            | 33              | 6            | Soundtrack                  |
| Crossroads                                                          | 1986                  | 14-03-1986            |                 |              | Soundtrack                  |
| Blue city                                                           | 1986                  |                       |                 |              | Soundtrack                  |
| Get rhythm                                                          | 1987                  | 21-11-1987            | 41              | 5            |                             |
| Johnny Handsome                                                     | 1989                  |                       |                 |              | Soundtrack                  |
| Geronimo: An American Hero                                          | 1993                  |                       |                 |              | Soundtrack                  |
| Talking Timbuktu                                                    | 1994                  | 28-05-1994            | 62              | 12           | met Ali Farka Touré         |
| Buena Vista Social Club                                             | 1997                  | 19-07-1997            | 6               | 220          | met Buena Vista Social Club |
| Primary colors                                                      | 1998                  |                       |                 |              | Soundtrack                  |
| Mambo sinuendo                                                      | 2003                  | 08-02-2003            | 28              | 28           | met Manuel Galbán           |
| Chávez ravine                                                       | 2005                  | 18-06-2005            | 18              | 16           |                             |
| My name is Buddy                                                    | 2007                  | 10-03-2007            | 25              | 8            |                             |
| I, flathead                                                         | 2008                  | 28-06-2008            | 46              | 8            |                             |
| The Ry Cooder anthology - The UFO has landed                        | 2008                  | 08-11-2008            | 64              | 4            | Verzamelalbum               |
| San Patricio                                                        | 05-03-2010            | 13-03-2010            | 57              | 3            | met The Chieftains          |
| Pull up some dust and sit down                                      | 09-09-2011            | 10-09-2011            | 24              | 10           |                             |
| Election Special                                                    | 2012                  | 25-08-2012            | 28              | 1*           |                             |
| The Prodigal Son                                                    | 2018                  |                       |                 |              |                             |

| Album met hitnotering(en) in de Vlaamse Ultratop 200 albums | Datum van verschijnen | Datum van binnenkomst | Hoogste positie | Aantal weken | Opmerkingen        |
| ----------------------------------------------------------- | --------------------- | --------------------- | --------------- | ------------ | ------------------ |
| Mambo sinuendo                                              | 2003                  | 08-02-2003            | 13              | 17           | met Manuel Galbán  |
| Chávez ravine                                               | 2005                  | 18-06-2005            | 27              | 10           |                    |
| My name is Buddy                                            | 2007                  | 17-03-2007            | 44              | 5            |                    |
| I, flathead                                                 | 2008                  | 05-07-2008            | 40              | 5            |                    |
| The Ry Cooder anthology - The UFO has landed                | 2008                  | 15-11-2008            | 47              | 2            | Verzamelalbum      |
| San Patricio                                                | 2010                  | 20-03-2010            | 48              | 4            | met The Chieftains |
| Pull up some dust and sit down                              | 2011                  | 10-09-2011            | 21              | 6            |                    |
| Election Special                                            | 2012                  | 25-08-2012            | 41              | 9*           |                    |

### Singles
| Single met eventuele hitnotering(en) in de Nederlandse Top 40 | Datum van verschijnen | Datum van binnenkomst | Hoogste positie | Aantal weken | Opmerkingen                 |
| ------------------------------------------------------------- | --------------------- | --------------------- | --------------- | ------------ | --------------------------- |
| He'll have to go                                              | 1976                  | 25-12-1976            | 12              | 7            | Nr. 8 in de Single Top 100  |
| Little sister                                                 | 1979                  | 08-09-1979            | tip21           | -            |                             |
| Chan chan                                                     | 1997                  | 01-11-1997            | tip6            | -            | met Buena Vista Social Club |

| Single met hitnotering(en) in de Vlaamse Ultratop 50 | Datum van verschijnen | Datum van binnenkomst | Hoogste positie | Aantal weken | Opmerkingen                 |
| ---------------------------------------------------- | --------------------- | --------------------- | --------------- | ------------ | --------------------------- |
| He'll have to go                                     | 1976                  | -                     |                 |              | Nr. 13 in de Radio 2 Top 30 |

### NPO Radio 2 Top 2000
| Nummers met noteringen in de NPO Radio 2 Top 2000 | '99  | '00 | '01  | '02  | '03 | '04  | '05  | '06  | '07  | '08  | '09  | '10 | '11  | '12  | '13 | '14  | '15  |
| ------------------------------------------------- | ---- | --- | ---- | ---- | --- | ---- | ---- | ---- | ---- | ---- | ---- | --- | ---- | ---- | --- | ---- | ---- |
| He'll Have to Go                                  | 988  | -   | 875  | 756  | 814 | 731  | 778  | 874  | 1072 | 851  | 968  | 990 | 1286 | 1544 | 976 | 1593 | 1859 |
| Little Sister                                     | 1363 | -   | 1089 | 1432 | -   | 1703 | 1714 | 1657 | -    | 1954 | 1732 | -   | -    | -    | -   | -    | -    |

1. ↑  Een '-' betekent dat het nummer niet was genoteerd en een vetgedrukt getal geeft de hoogste notering van een nummer aan.
2. ↑  Deze tabel is bijgewerkt tot en met de laatste editie (2024).